# Athletissima
Athletissima – rozgrywany rokrocznie w Lozannie mityng lekkoatletyczny zaliczany – począwszy od 2010 roku – do cyklu diamentowej ligi. Impreza rozgrywana w Szwajcarii goszczona jest przez Stade Olympique de la Pontaise mogący pomieścić 15 786 osób.
Pierwsza edycja zawodów odbyła się w 1977 roku. W latach 1977–1985 impreza rozgrywana była na Stade Pierre de Coubertin, od 1986 roku zawody odbywają się na Stade Olympique de la Pontaise.

## Rekordy świata
Dotychczas podczas imprezy pobito trzy rekordy świata:
| Zawodnik          | Konkurencja                     | Rezultat | Sezon |
| ----------------- | ------------------------------- | -------- | ----- |
| Leroy Burrell     | bieg na 100 metrów              | 9,85 s   | 1994  |
| Jelena Isinbajewa | skok o tyczce                   | 4,93 m   | 2005  |
| Liu Xiang         | bieg na 110 metrów przez płotki | 12,88 s  | 2006  |